# Рівервуд (Кентуккі)
Рівервуд (англ. Riverwood) — місто (англ. city) в США, в окрузі Джефферсон штату Кентуккі. Населення — 492 особи (2020).

## Географія
Рівервуд розташований за координатами 38°17′1″ пн. ш. 85°39′43″ зх. д. / 38.28361° пн. ш. 85.66194° зх. д. (38.283565, -85.661871).  За даними Бюро перепису населення США в 2010 році місто мало площу 0,54 км², з яких 0,54 км² — суходіл та 0,00 км² — водойми.

## Демографія
Згідно з переписом 2010 року, у місті мешкало 446 осіб у 174 домогосподарствах у складі 143 родин. Густота населення становила 825 осіб/км².  Було 182 помешкання (337/км²).
Расовий склад населення:
| - 97,1 % — білих - 1,6 % — азіатів - 0,4 % — чорних або афроамериканців |

До двох чи більше рас належало 0,9 %. Частка іспаномовних становила 0,4 % від усіх жителів.
За віковим діапазоном населення розподілялося таким чином: 23,8 % — особи молодші 18 років, 57,6 % — особи у віці 18—64 років, 18,6 % — особи у віці 65 років та старші. Медіана віку мешканця становила 50,1 року. На 100 осіб жіночої статі у місті припадало 93,9 чоловіків;  на 100 жінок у віці від 18 років та старших — 93,2 чоловіків також старших 18 років.
Середній дохід на одне домашнє господарство  становив 197 416 доларів США (медіана — 146 875), а середній дохід на одну сім'ю — 207 273 долари (медіана — 157 917). Медіана доходів становила 132 500 доларів для чоловіків та 80 625 доларів для жінок. За межею бідності перебувало 1,4 % осіб, у тому числі 2,3 % дітей у віці до 18 років та 1,0 % осіб у віці 65 років та старших.
Цивільне працевлаштоване населення становило 248 осіб. Основні галузі зайнятості: освіта, охорона здоров'я та соціальна допомога — 26,6 %, науковці, спеціалісти, менеджери — 20,2 %, фінанси, страхування та нерухомість — 14,9 %, виробництво — 12,1 %.